# Haruspex pictilis
Haruspex pictilis är en skalbaggsart som beskrevs av Martins 1976. Haruspex pictilis ingår i släktet Haruspex och familjen långhorningar. Inga underarter finns listade i Catalogue of Life.